# Flora Germanica auctore Henrico Adolpho Schrader
Flora Germanica auctore Henrico Adolpho Schrader (abreviado Fl. Germ.) es un libro con ilustraciones y descripciones botánicas que fue escrito por el médico, botánico y micólogo alemán Heinrich Adolph Schrader y publicado en el año 1806.